# Lubuk Raja
Lubuk Raja is een bestuurslaag in het regentschap Pelalawan van de provincie Riau, Indonesië. Lubuk Raja telt 806 inwoners (volkstelling 2010).